# بلاجميل
بلاجميل هي بلدة ريفية موريتانية تقع في مقاطعة كنكوصة في منطقة ولاية العصابة الواقعة في جنوب موريتانيا.

## الموقع
تقع بلدة بلاجميل في جنوب مقاطعة كنكوصة في منطقة العصابة الواقعة في جنوب موريتانيا، وتبلغ مساحتها 3273 كيلومتر مربع، ويحدها من جهة الشمال بلدية أغورط وبلدية الملقى، ويحدها من جهة الشرق بلدية عين فربه وبلدية أقرقار، ويحدها من جهة الغرب بلدية كنكوصة وبلدية ساني، بينما يحدها من جهة الحنوب بلدية تناها وبلدية هامد.

## السكان
شهدت بلدة بلاجميل نموًّا سكانيًّا ملحوظًا خلال القرن الحادي والعشرين، حيث ارتفع عدد سكان البلدة من 12931 نسمة في عام 2000، إلى 18080 نسمة في عام 2013 بمُعدل نمو سنوي بلغ 2.7٪ على مدى 13 عامًا.

## التاريخ
تأسست بلدة بلاجميل بموجب المرسوم الصادر في 20 أكتوبر عام 1987 بشأن تأسيس البلديات الموريتانية. ويشغل ابراهيم كلى با منصب عمدة بلدية بلاجميل في الوقت الحالي.

## الاقتصاد
تُشكل الزراعة النشاط الاقتصادي الرئيسي لسكان بلدة بلاجميل مثلهم في ذلك مثل سكان جميع البلدات الموريتانية الموجودة في المنطقة تقريبًا. ومع ذلك فلا يزال اقتصاد البلدة متواضعًا وهش بسبب ما يواجهه من عقبات تُعرقل محاولات تنميته، ولا سيما الظروف المناخية أو قلة الإمكانيات المتوفرة للمزارعين. وفي سبيل للتغلب على هذه المعوقات، قامت الحكومة الموريتانية بالتعاون مع المنظمات غير الحكومية المختلفة لتمويل عدد من المشاريع التي تُساعد على تحسين الظروف المعيشية لسكان البلدة.

## الخدمات

### الصحة
تحتوي بلدة بلاجميل على وحدة صحية مجهزة بالكامل افتتحت في عام 2018، وتضمّ طاقمًا طبيًّا وبنية تحتية تتيح وصولاً أفضل لسكان المنطقة المحيطة. إلى خدمات الرعاية الصحية الأساسية.